# بافته‌های رنج
بافته‌های رنج نام کتابی اثر علی‌محمد افغانی است. داستان دربارهٔ زندگی شخصی به نام رضوان است که در شهر تیران (توابع اصفهان) زندگی می‌کند؛ و همسرش بافنده فرش است.